# Salvatore Miceli (criminale)
Salvatore Miceli (Salemi, 12 aprile 1946) è un mafioso italiano.
Ricercato dal 2001 per associazione di tipo mafioso finalizzata al traffico internazionale di sostanze stupefacenti ed altro, già nell'elenco dei trenta latitanti più pericolosi d'Italia, è stato arrestato il 20 giugno 2009 a Caracas (Venezuela).

## Biografia
Miceli era legato alla Famiglia di Salemi ma non era ritualmente “punciutu”, come rivelato da diversi collaboratori di giustizia. È considerato, insieme a Roberto Pannunzi, l'intermediario tra i clan di Cosa Nostra e della 'Ndrangheta ed i cartelli colombiani della cocaina. È stato coinvolto in una rete di trafficanti di cocaina con Mariano Agate, il boss mafioso di Mazara del Vallo e dei clan calabresi dei Marando, dei Trimboli e dei Barbaro di Platì. L'anello fu smantellato nel maggio 2003, ma Miceli non fu catturato.
Dopo un trasporto di cocaina fallito per il boss Giovanni Brusca, egli condannò Miceli a morte; questi fu salvato dall'intervento di Vincenzo Sinacori e Matteo Messina Denaro, il boss del mandamento di Castelvetrano, rendendo chiaro che i mafiosi di Palermo non avrebbero potuto agire contro di lui senza il permesso dei boss trapanesi.
Sua moglie, Veronica Dudzinski, ed i suoi figli, Ivano e Mario Miceli, furono arrestati nel maggio 2003, quando la rete di trafficanti di cocaina fu smantellata.
Miceli Salvatore è stato tratto in arresto la sera del 20 giugno 2009 a Caracas (Venezuela) nel corso di un'operazione coordinata dalla Direzione Distrettuale Antimafia di Palermo e condotta dai Carabinieri del Reparto Operativo di Trapani in collaborazione con l'Interpol.